# Liste de salles d'opéra
Pour les articles homonymes, voir Opéra.
La liste ci-après présente les salles d'opéra dans le monde, qu'il s'agisse d'édifices dédiés spécifiquement à l'art lyrique ou de théâtres partageant leur scène entre l'opéra et d'autres arts du spectacle.

## Afrique du Sud
- Joburg Theatre (en), Johannesbourg, 1080 places
- Artscape Theatre Centre (en), Le Cap, 1480 places

## Allemagne
- Baden-Baden:
  - Le palais des festivals de Baden-Baden (la plus grande salle d'opéra d'Allemagne)
- Bayreuth :
  - L'opéra des Margraves
  - Le palais des festivals (Festspielhaus) de Bayreuth, conçu par Richard Wagner pour qu'y soient donnés ses opéras.

- Berlin:
  - Le Deutsche Oper de Berlin

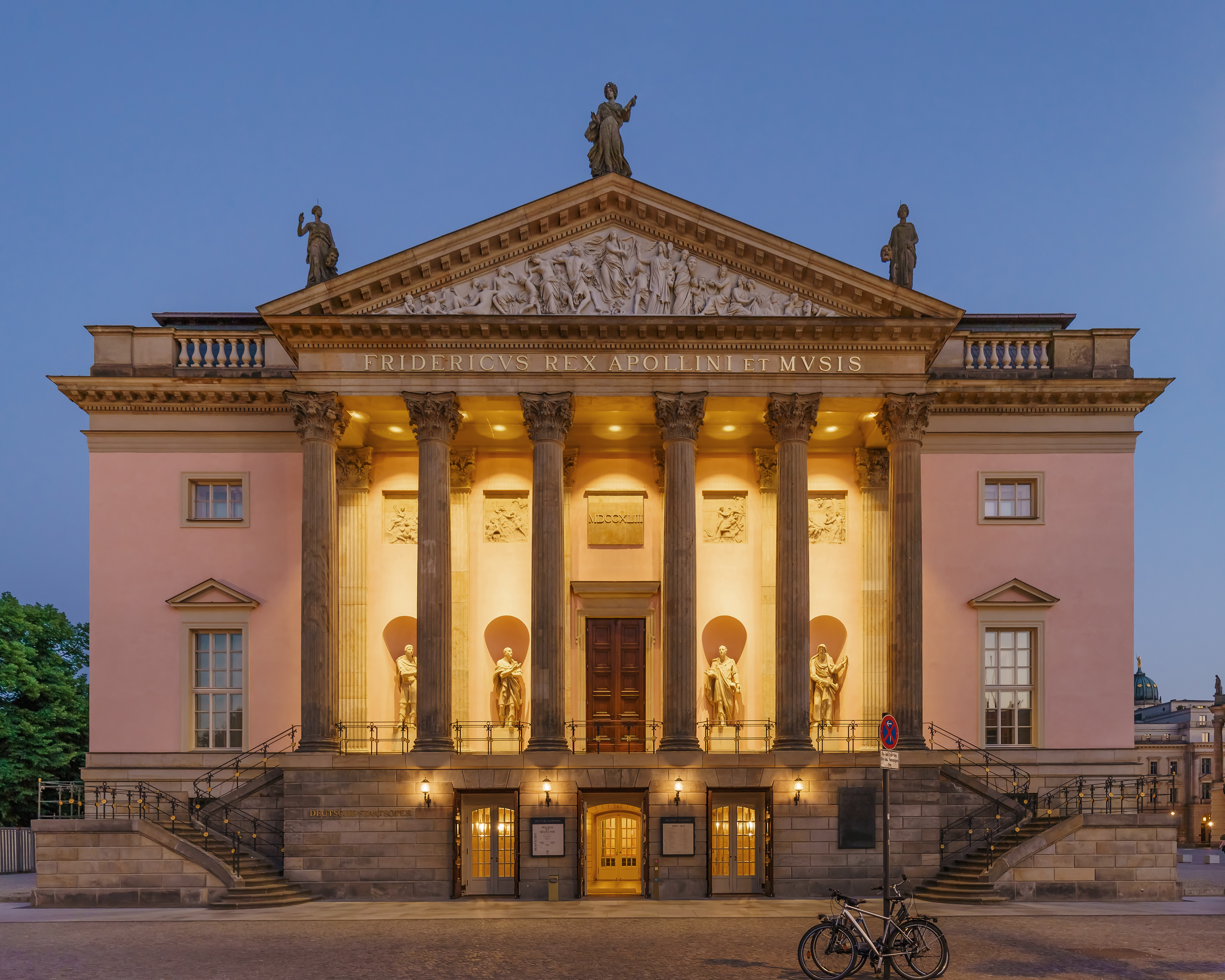
Staatsoper Unter den Linden, Berlin.

  - L'opéra comique de Berlin, (Komische Oper) à Berlin
  - L'opéra d'État de Berlin, à Berlin, construit par (G.W. von Knobelsdorff)
  - Krolloper (ancienne salle d'opéra fermée dans les années 1930)
- Bonn :
  - L'opéra de la ville de Bonn
- Brunswick (Basse-Saxe) : Staatstheater Braunschweig
- Brême : Theater Bremen
- Chemnitz : Opernhaus Chemnitz
- Darmstadt : Staatstheater Darmstadt
- Dortmund : Opéra de Dortmund,

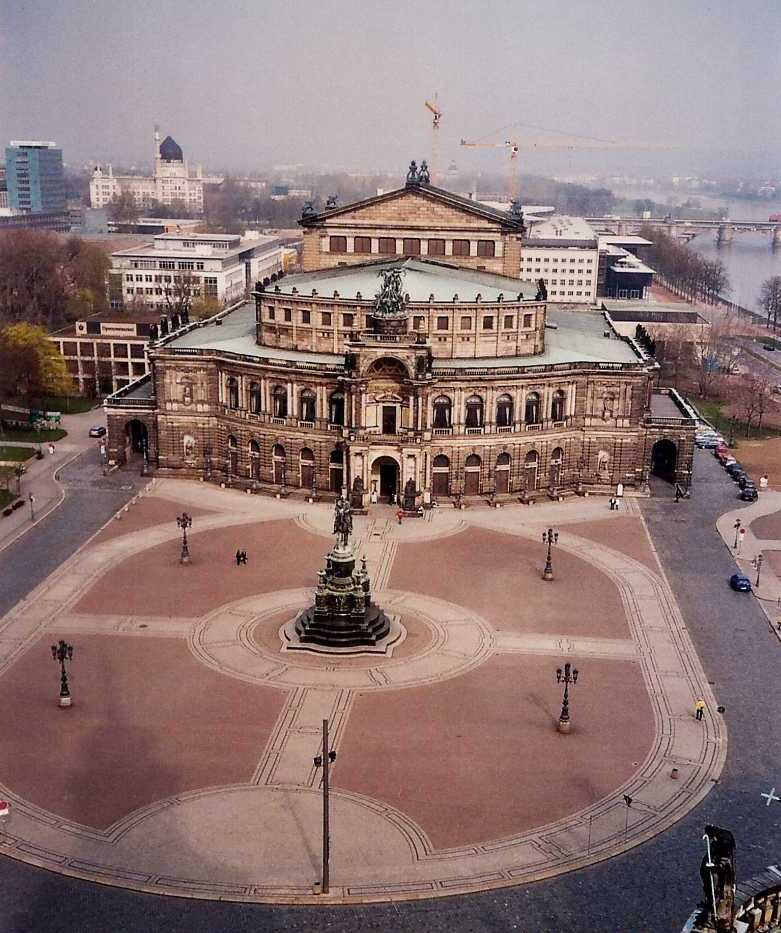
Semperoper.

- Dresde : Semperoper (Staatsoper Dresden, Kleines Haus et Großes Haus)
- Düsseldorf-Duisbourg:
  - Deutsche Oper am Rhein (L'opéra allemand du Rhin)
- Erfurt : Theater Erfurt
- Essen : Aalto-Theater
- Francfort-sur-le-Main : Oper Frankfurt (Opéra de Francfort)
- Gelsenkirchen : Musiktheater im Revier
- Halle-sur-Saale: Opernhaus Halle
- Hambourg:
  - Opéra d'État de Hambourg
  - Oper am Gänsemarkt
  - Operetten-Theater
- Hanovre : Opernhaus Hannover (Opéra de Hanovre)
- Karlsruhe : Badisches Staatstheater Karlsruhe
- Cassel (Hesse) : Staatstheater Kassel
- Kiel : Opernhaus Kiel (Opéra de Kiel)
- Cologne : Oper Köln (Opéra de Cologne)
- Leipzig : Opernhaus Leipzig (Opéra de Leipzig)
- Mannheim : Nationaltheater Mannheim (Théâtre national de Mannheim)
- Mayence : Staatstheater Mainz (Théâtre d'État de Mayence)

- Munich :
  - Opéra d'État de Bavière, 2 100 places

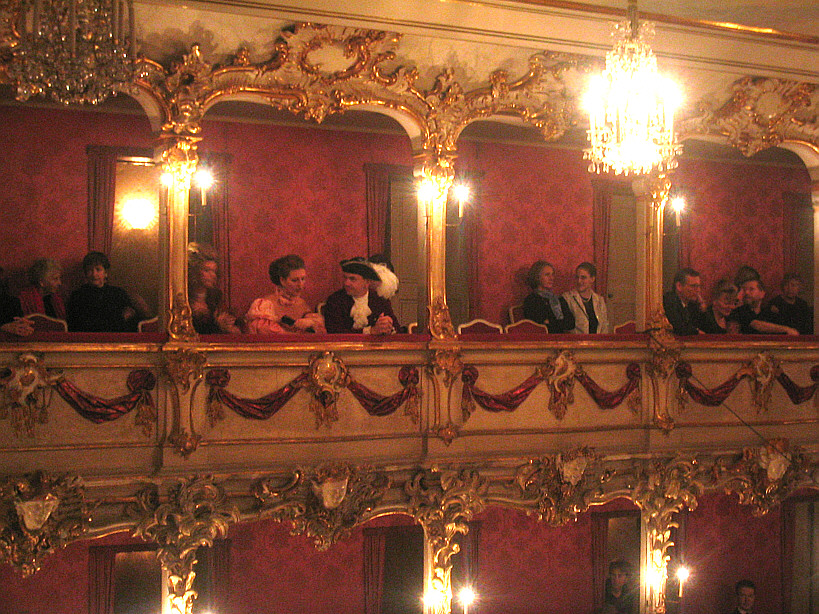
Théâtre de Cuvilliés, Munich

  - Staatstheater am Gärtnerplatz, théâtre de l'État de Bavière, 932 places
  - Théâtre du Prince-Régent (Prinzregententheater), 1 081 places
  - Théâtre Cuvilliés, 523 places
- Nuremberg : Staatstheater Nürnberg
- Sarrebruck : Théâtre national de la Sarre
- Stuttgart : Staatstheater Stuttgart (salle construite en 1912, 1 399 places)
- Wiesbaden : Hessisches Staatstheater
- Wuppertal : Wuppertaler Bühnen

## Argentine

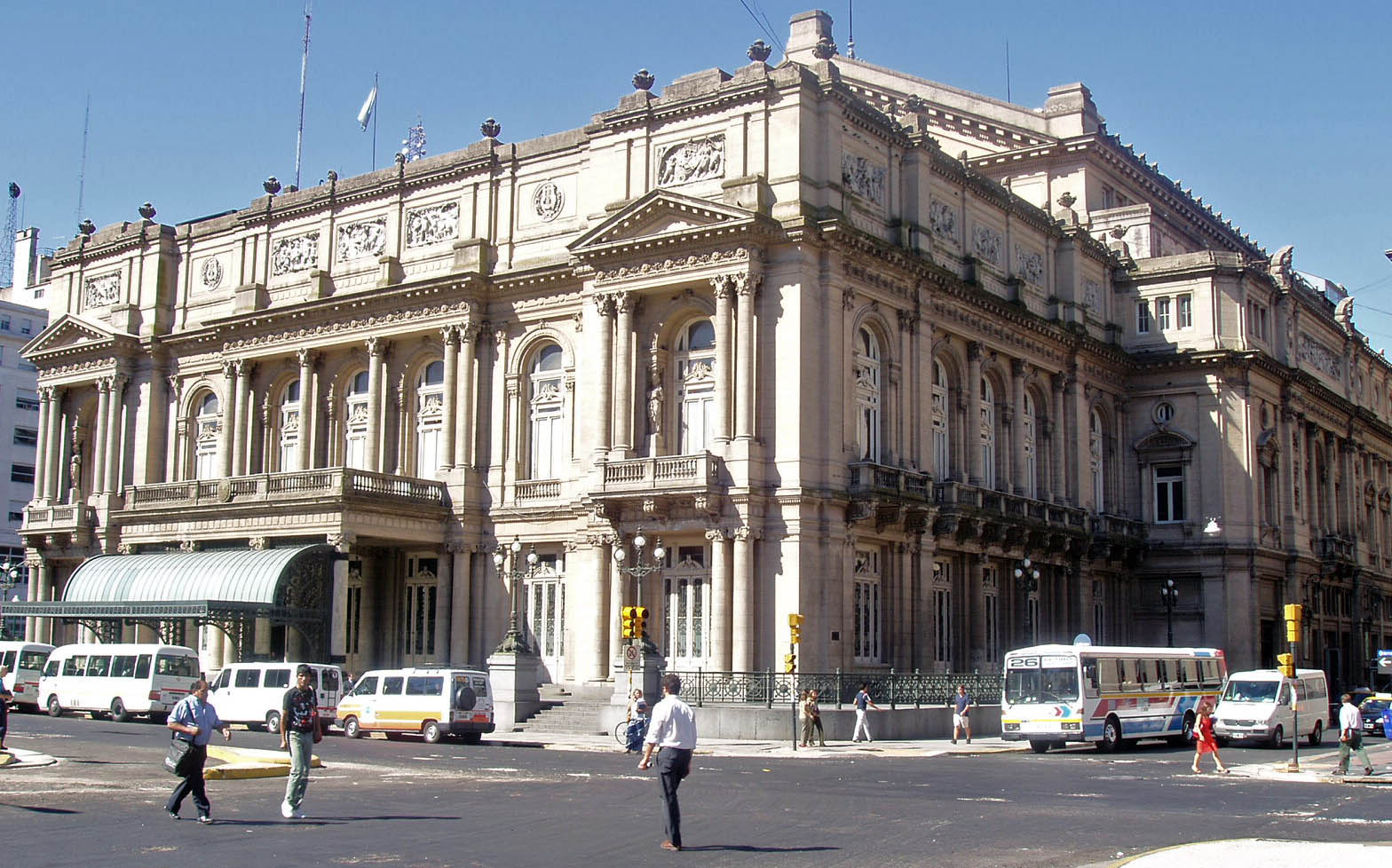
Théâtre Colón, Buenos Aires.

- Théâtre Colón (Teatro Colón), Buenos Aires
- Théâtre 25 de Mai (Teatro 25 de Mayo), Buenos Aires
- Théâtre Argentin (Teatro Argentino), La Plata
- Théâtre Circulaire (Teatro El Círculo), Rosario
- Théâtre 1er de Mai (Teatro 1ro de Mayo), Santa Fe
- Théâtre Cervantes (Teatro Cervantes), Buenos Aires
- Théâtre San Martín (es) (Teatro San Martín), San Miguel de Tucumán

## 

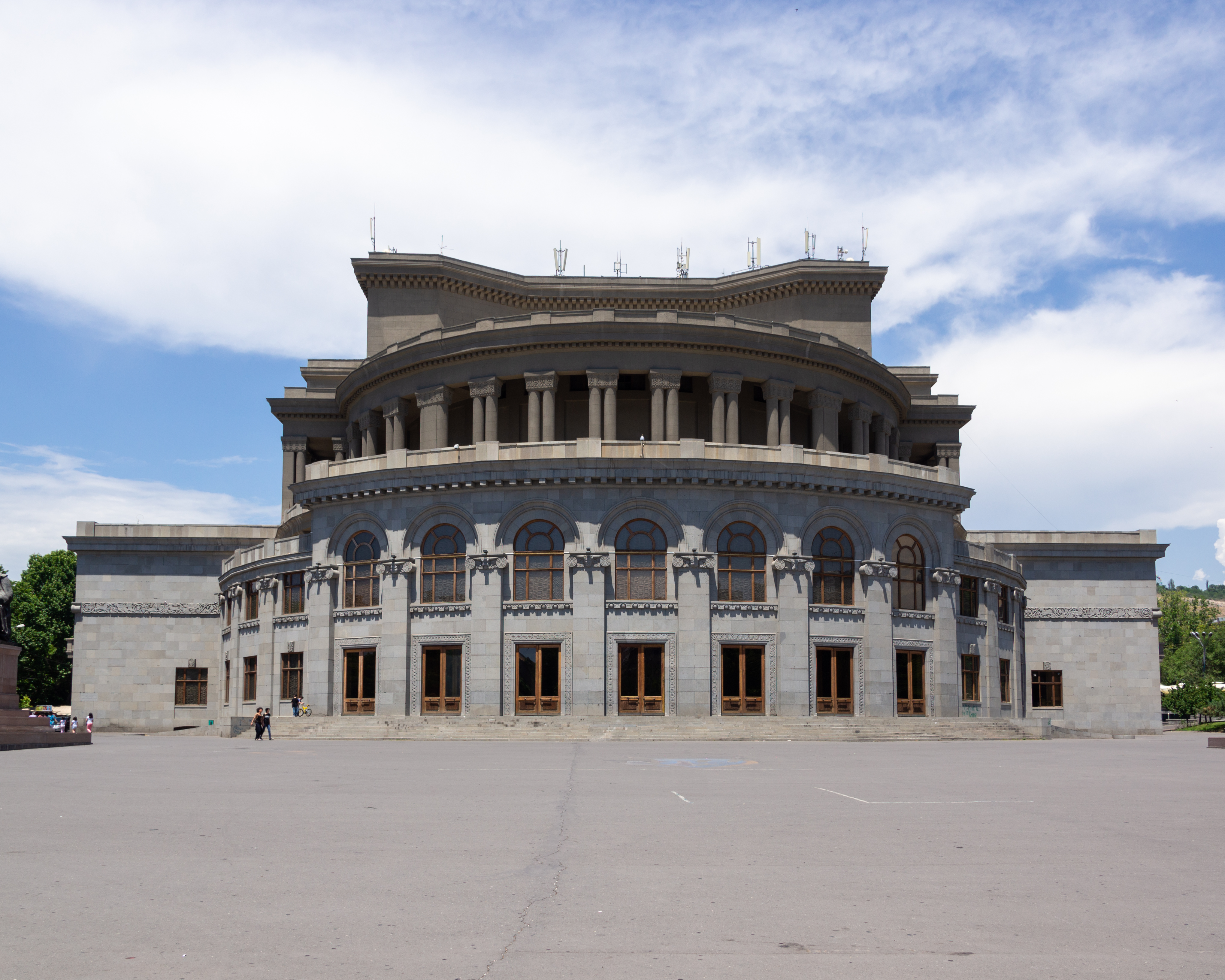
Opéra d'Erevan

## Arménie
- L'Opéra d'Erevan

## Australie
- L'Opéra de Sydney de l'architecte danois Jørn Utzon
- Le State Opera of South Australia (Adélaïde)
- Le théâtre d'État de Melbourne

## Autriche
- Brégence : Bregenzer Festspiele
- Graz : Opernhaus Graz
- Innsbruck : Tiroler Landestheater
- Linz : Landestheater Linz
- Salzbourg :

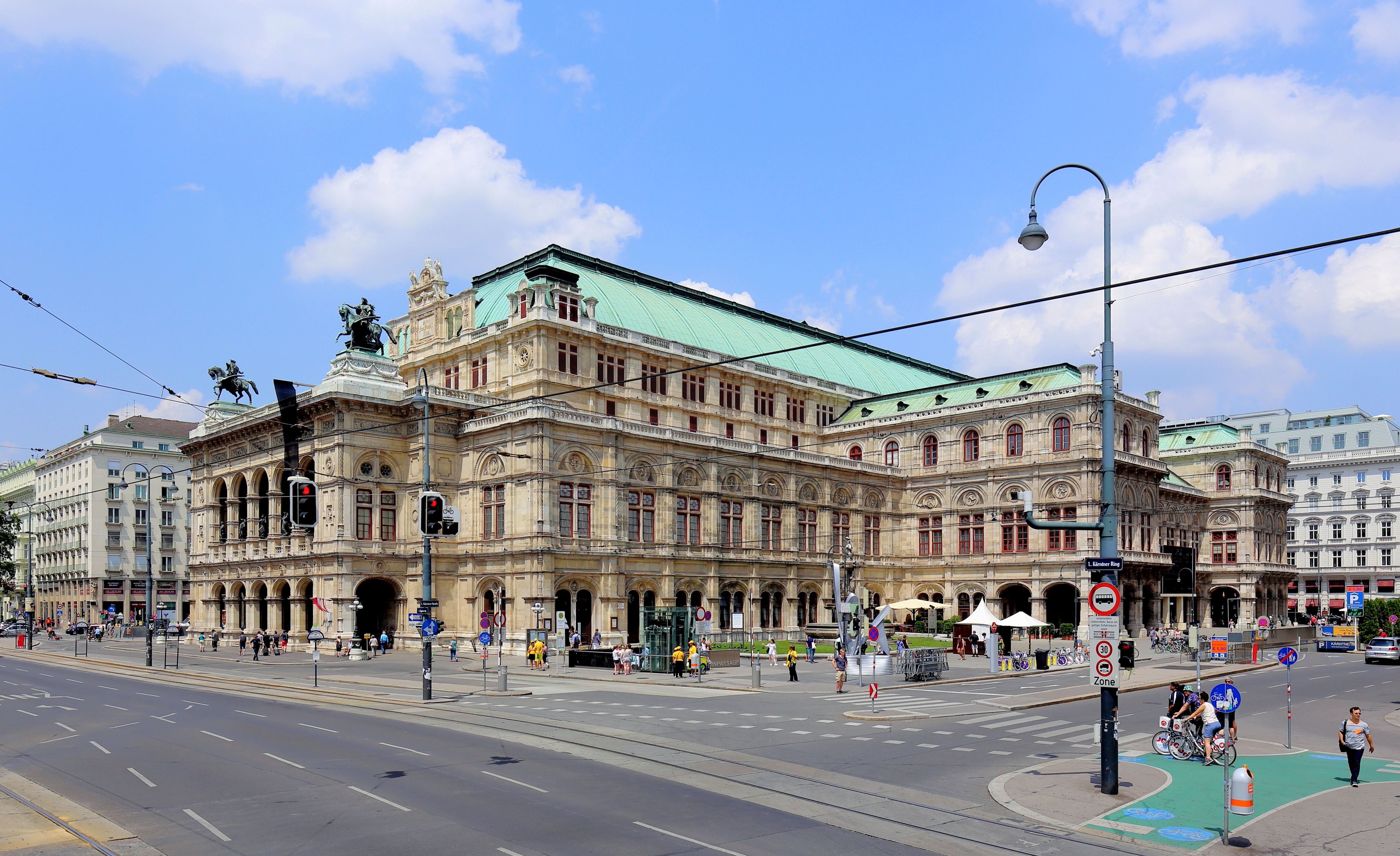
Le Staatsoper de Vienne.

  - Grand palais des festivals de Salzbourg
  - Manège des rochers
  - Salzburger Landestheater
- Vienne :
  - Théâtre sur la Vienne
  - Opéra d'État de Vienne
  - Volksoper Wien (Opéra populaire de Vienne)

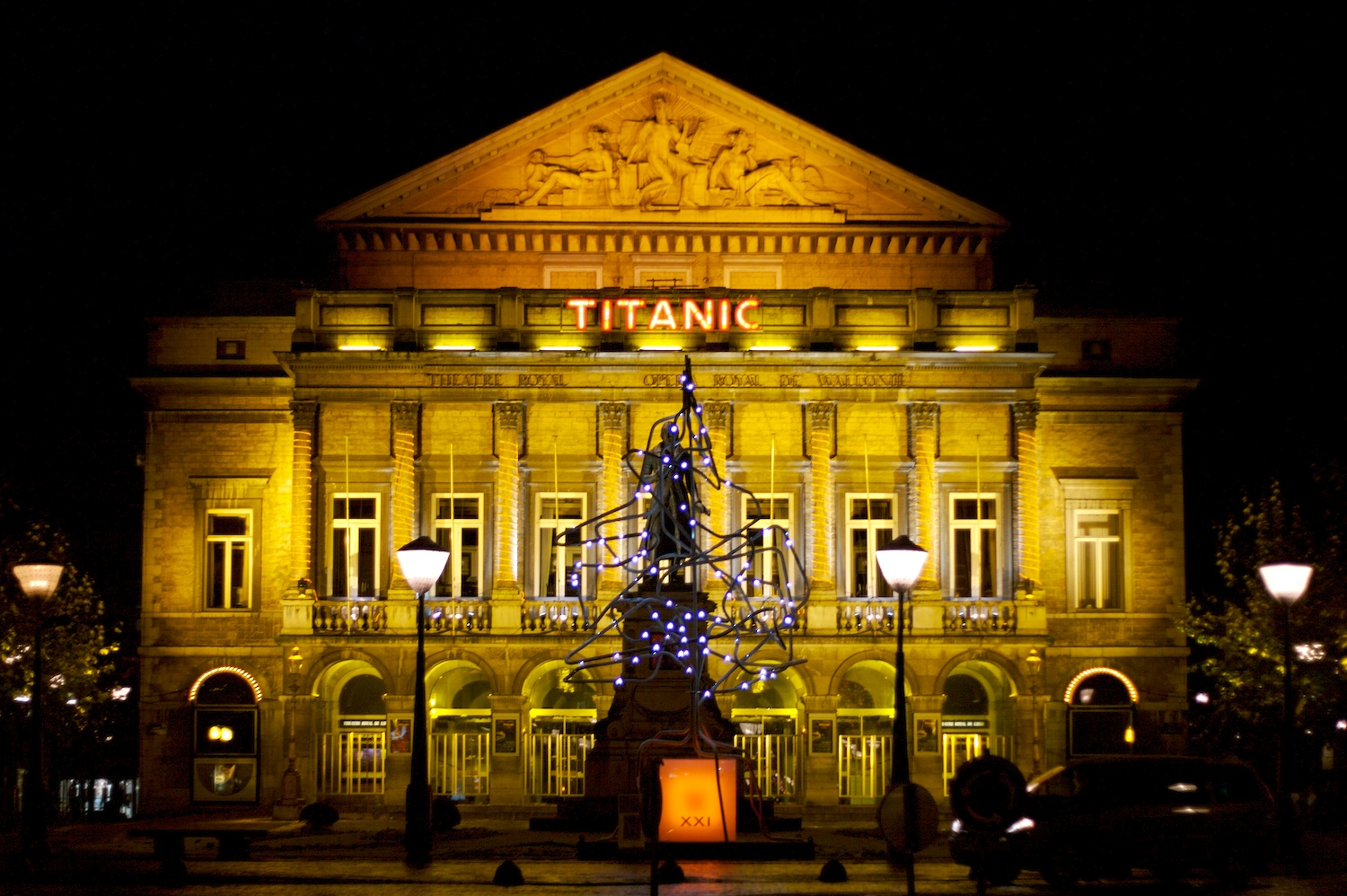
L'Opéra royal de Wallonie à Liège.

  - Wiener Kammeroper

## Belgique
- Anvers et Gand : Vlaamse Opera
- Bruxelles : La Monnaie
- Liège : Opéra royal de Wallonie

## Biélorussie
- Minsk : Théâtre national d'opéra et de ballet de Minsk

## Brésil
- Belém : Teatro da Paz
- Curitiba : Opéra de Arame

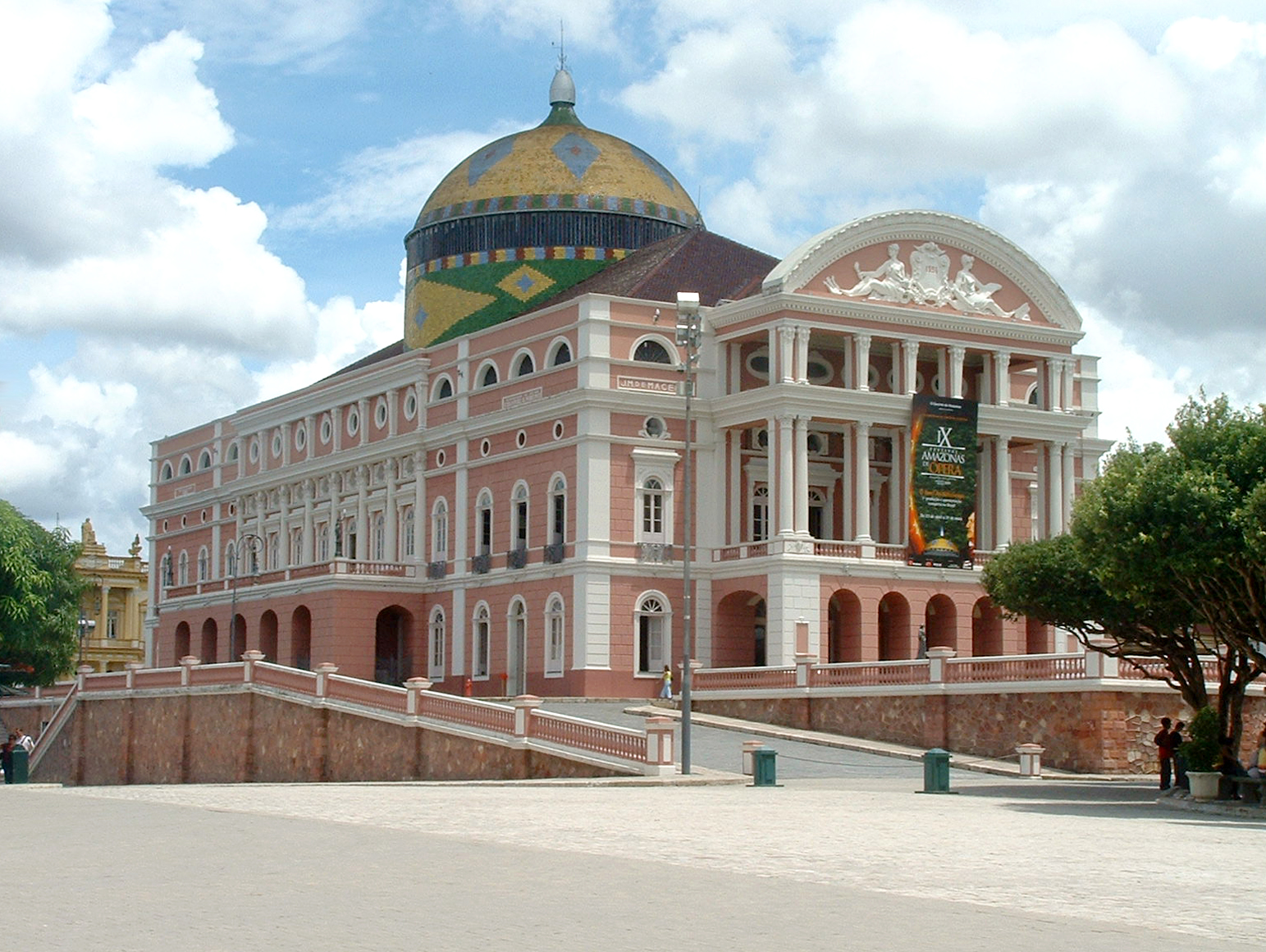
Théâtre Amazonas.

- Fortaleza : Teatro José de Alencar
- Manaus : Théâtre Amazonas, Theatro Amazonas
- Porto Alegre : Teatro São Pedro
- Recife : Teatro Santa Isabel
- Rio de Janeiro : Teatro Municipal
- São Luís : Teatro Arthur Azevedo
- São Paulo : Teatro Municipal, de la ville et Sala São Paulo, de l'État

## Canada
- Montréal : la Place des Arts avec notamment la Salle Wilfrid-Pelletier
- Québec : Grand Théâtre de Québec
- Toronto : Four Seasons Centre for the Performing Arts

## Chili
- Théâtre municipal (Teatro Municipal) de Santiago du Chili

## Chine

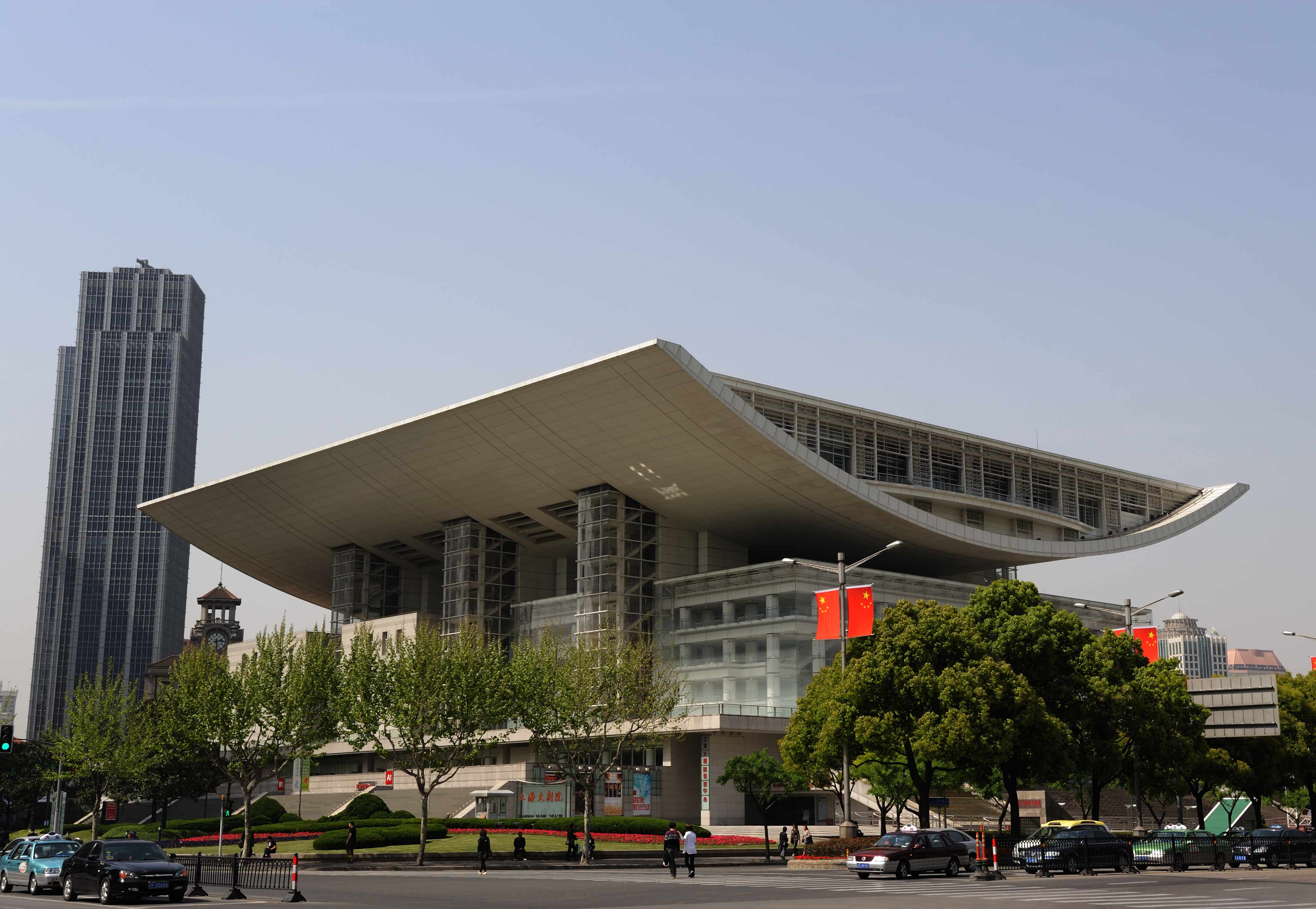
Opéra de Shanghai.

- Opéra de Shanghai (Shanghai Grand Theatre), Shanghai, réalisé en 1998 par l'architecte français Jean-Marie Charpentier.
- Opéra de Pékin (l'ex Grand Théâtre National de Chine devenu Centre national des arts du spectacle (Pékin)), achevé en 2007 par l'architecte français Paul Andreu.
- Opéra de Harbin, Harbin, réalisé en 2015 par l'architecte Ma Yansong.

## Costa Rica
- Théâtre national du Costa Rica (Teatro Nacional de Costa Rica) à San José (Costa Rica)

## Croatie
- Théâtre national croate de Zagreb

## Danemark
- Opéra de Copenhague, de l'architecte danois Henning Larsen
- Le Théâtre royal danois à Copenhague

## Égypte
- Alexandrie : Le théâtre Sayed-Darwich
- Le Caire :
  - l'Opéra du Caire, Cairo Opera House (grande salle), 1300 places
  - l'Opéra khédival du Caire détruit par un incendie en 1971

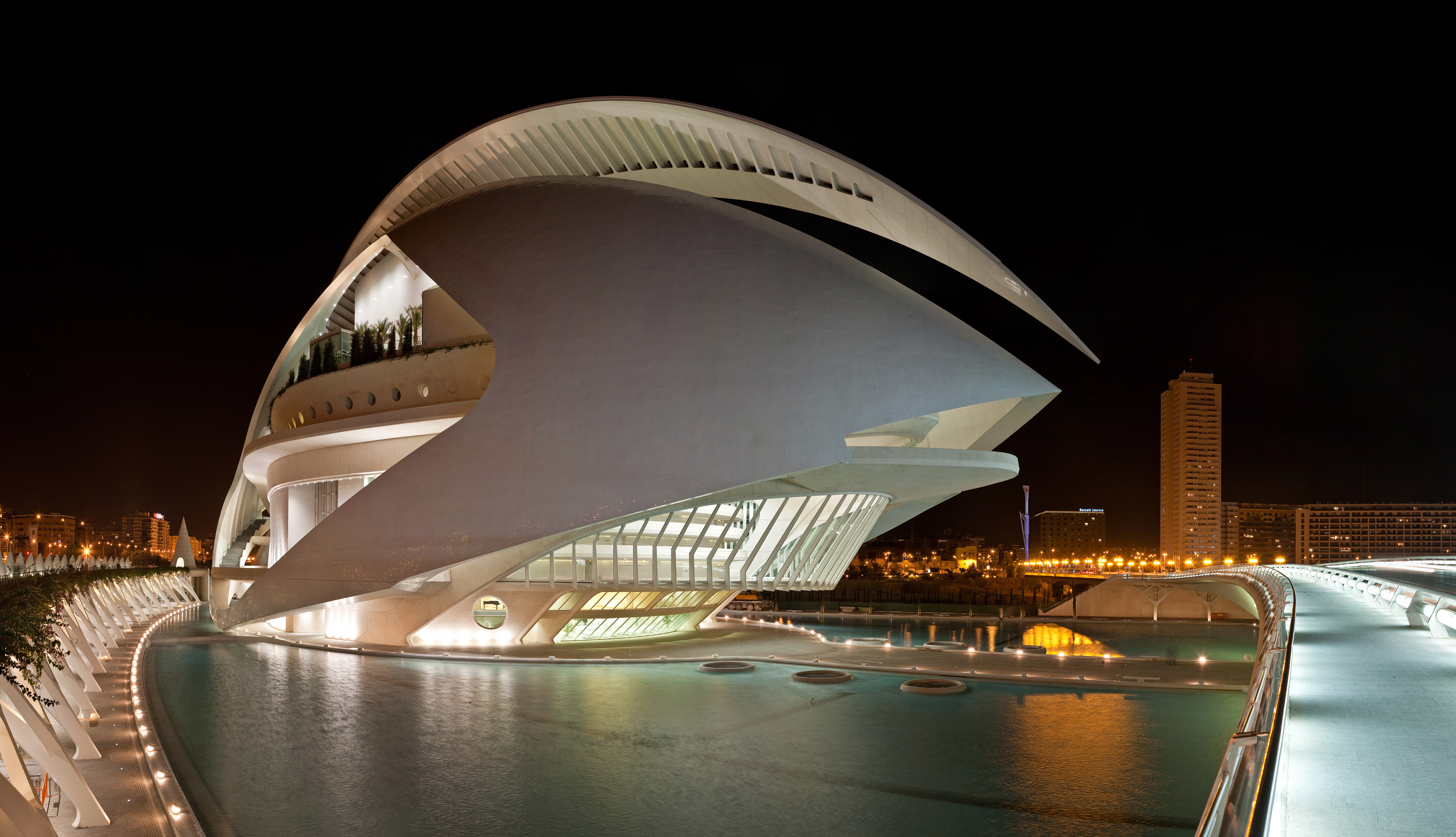
Palais des Arts Reina Sofía.

- Damanhur : l'Opéra de Damanhur

## Espagne

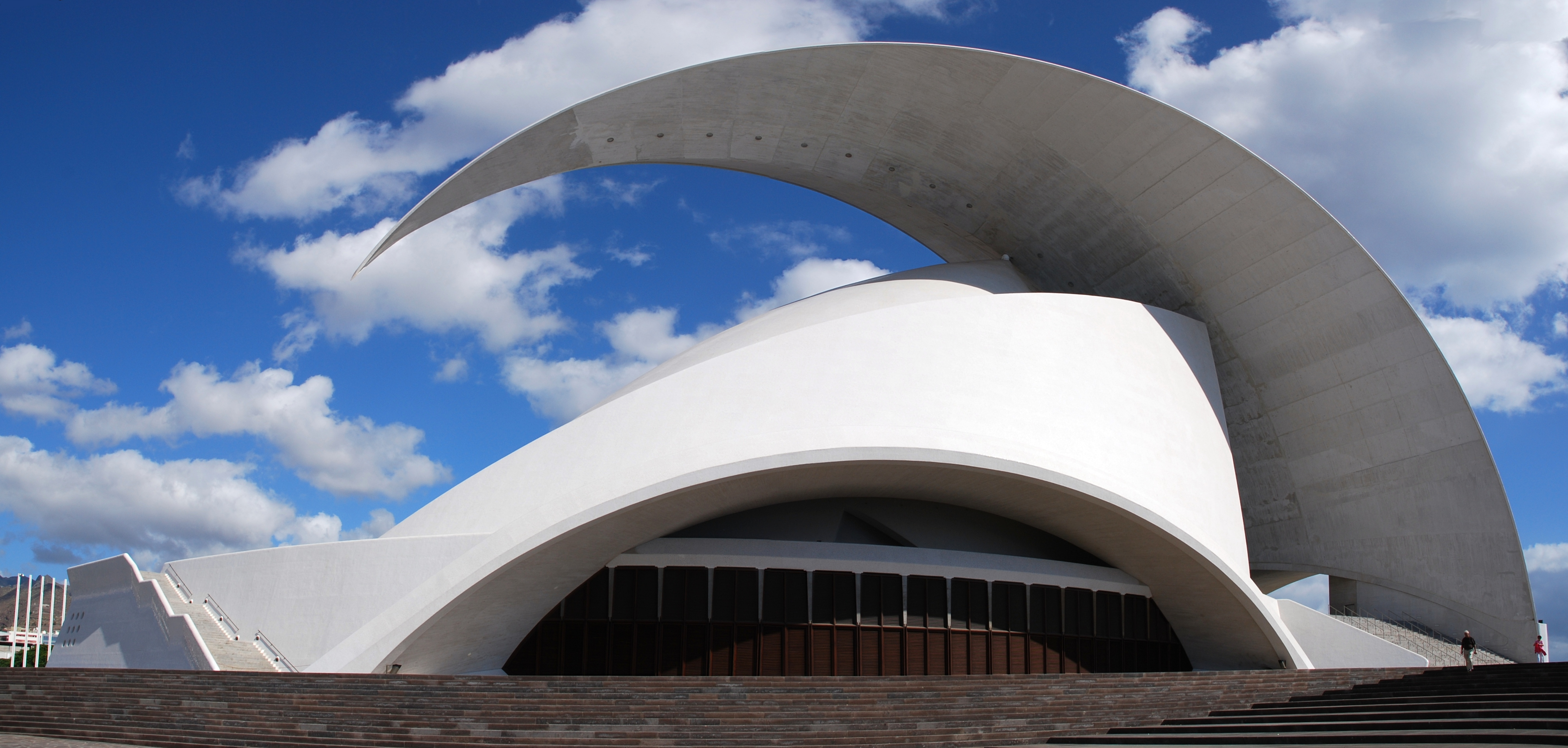
Auditorium de Ténérife.

- Auditorium de Ténérife à Santa Cruz de Tenerife.
- Barcelone :
  - Grand Théâtre du Liceu;
  - Palau Dalmases;
  - Palau de la Música;
  - Théâtre Lliure (es)
- Teatro Real à Madrid.
- Palais des Arts Reina Sofía à Valence.
- Teatro de la Maestranza à Séville.
- Teatro Pérez Galdós à Las Palmas de Gran Canaria.

## États-Unis
- La Lyric Opera House à Baltimore
- La Civic Opera House à Chicago
- l'opéra de Dallas à Dallas
- La Detroit Opera House à Détroit

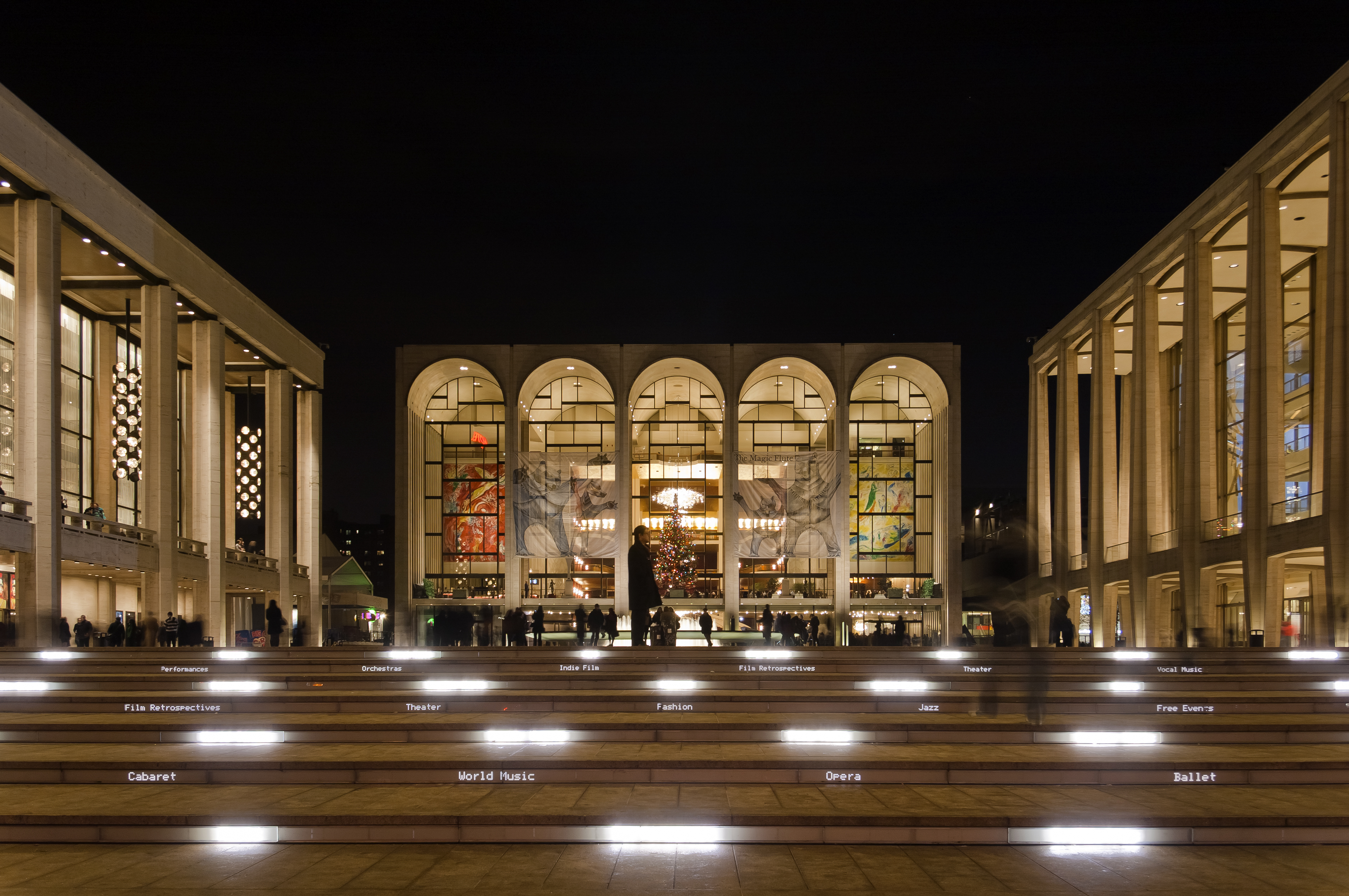
Metropolitan Opera (le « Met ») à New York.

- Le Hawaii Opera Theatre à Honolulu
- Le Houston Grand Opera à Houston
- Le Los Angeles Opera à Los Angeles
- Le Metropolitan Opera (le « Met ») à New York
- Le New York City Opera à New York
- Le Philadelphia Opera à Philadelphie
- L'opéra de San Diego à San Diego
- Le San Francisco Opera à San Francisco
- L'Opéra national de Washington (en) à Washington

## Finlande
- L'opéra national de Finlande à Helsinki

## France

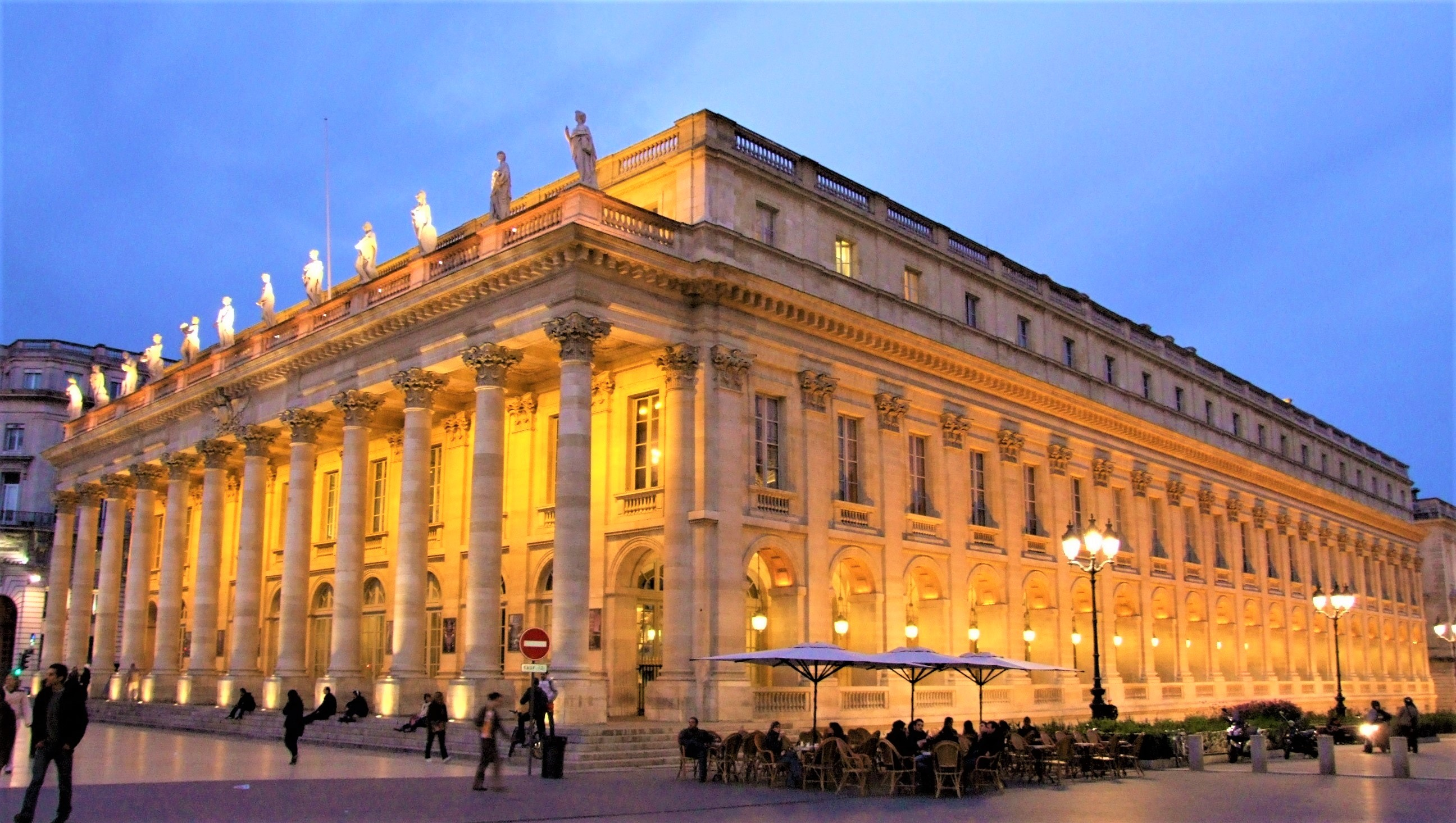
Grand Théâtre, Bordeaux.

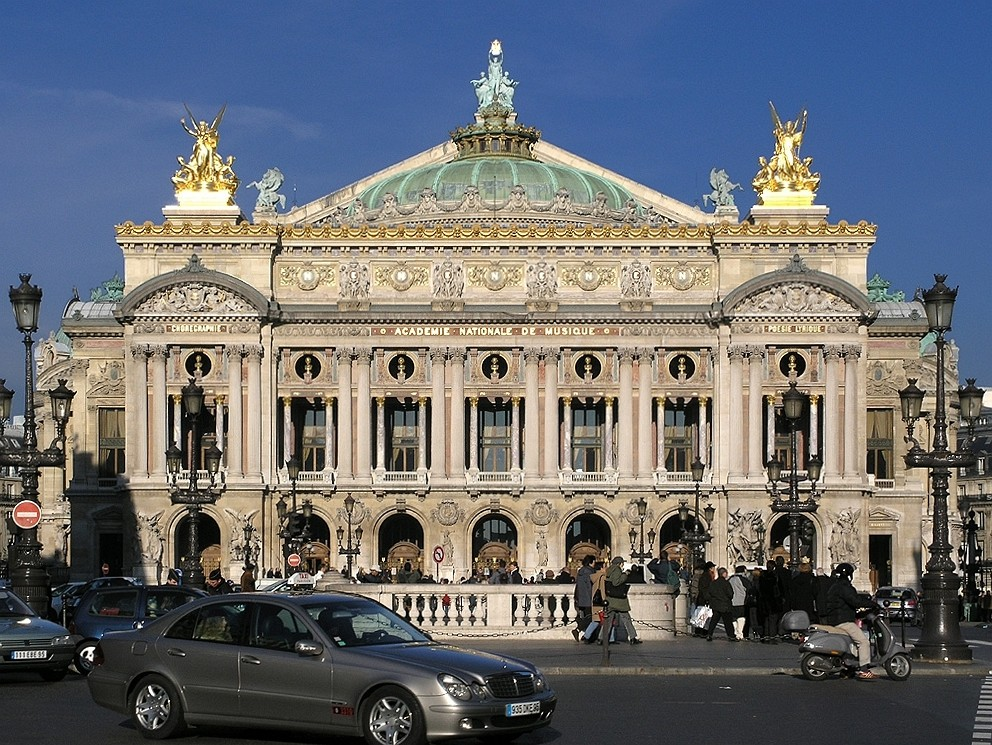
Opéra Garnier, Paris.

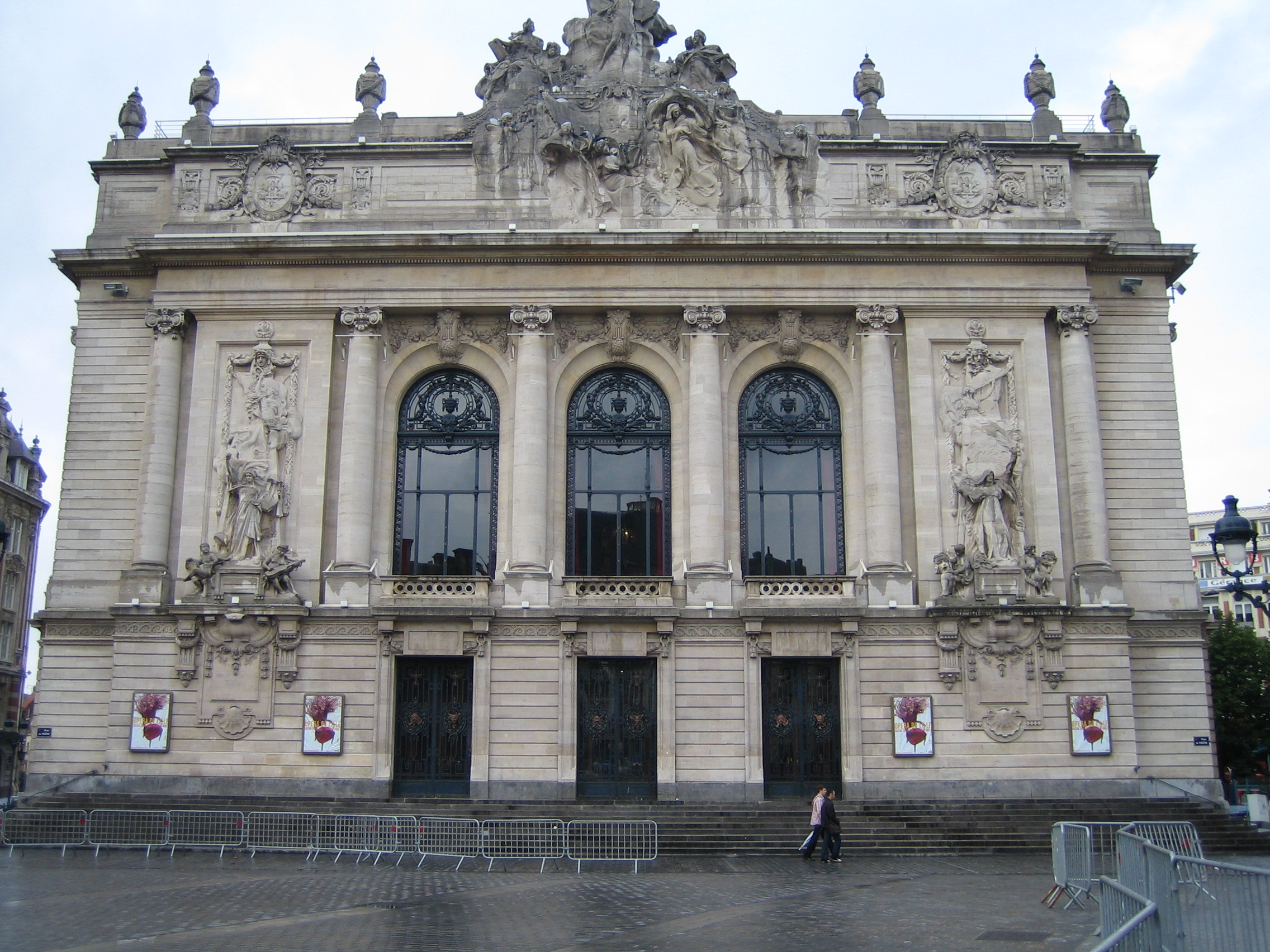
Opéra de Lille, Lille.

- Aix-en-Provence : le Grand Théâtre de Provence
- Angers :
  - le Grand Théâtre ;
  - Le Quai(Angers-Nantes Opéra) ;
- Avignon : l'Opéra d'Avignon et des pays de Vaucluse
- Besançon : le Théâtre Claude-Nicolas Ledoux[1] ;
- Bordeaux : le Grand Théâtre (réalisé par l'architecte Victor Louis)
- Caen : le Théâtre de Caen
- Calais : le Grand Théâtre de Calais
- Clermont-Ferrand : l'Opéra municipal de Clermont-Ferrand
- Dijon : l'Auditorium et le Grand Théâtre[2] ;
- Lille : l'Opéra de Lille construit par Louis Marie Cordonnier ;
- Limoges : l'Opéra-théâtre de Limoges[3]
- Lyon : l'Opéra de Lyon rénové par l'architecte Jean Nouvel ;
- Marseille : l'Opéra municipal de Marseille ;
- Massy: l'Opéra de Massy[4]
- Metz : l'Opéra et théâtre de Metz ;
- Montpellier : 
  - l'opéra Comédie ;
  - l'opéra Berlioz dans l'enceinte du Corum ;
- Mulhouse : la Filature
- Nantes : le Théâtre Graslin à Nantes, (Angers-Nantes Opéra)
- Nancy : l'Opéra national de Lorraine ;
- Nice : l'Opéra de Nice

- Paris : 
  - l'Opéra Bastille;
  - l'Opéra Garnier ;
  - le Théâtre des Champs-Élysées
  - l'Opéra-Comique,
  - le Théâtre du Châtelet;
- Reims : l'Opéra de Reims ;
- Rennes : l'Opéra de Rennes ;
- Rouen : l'Opéra de Rouen ;

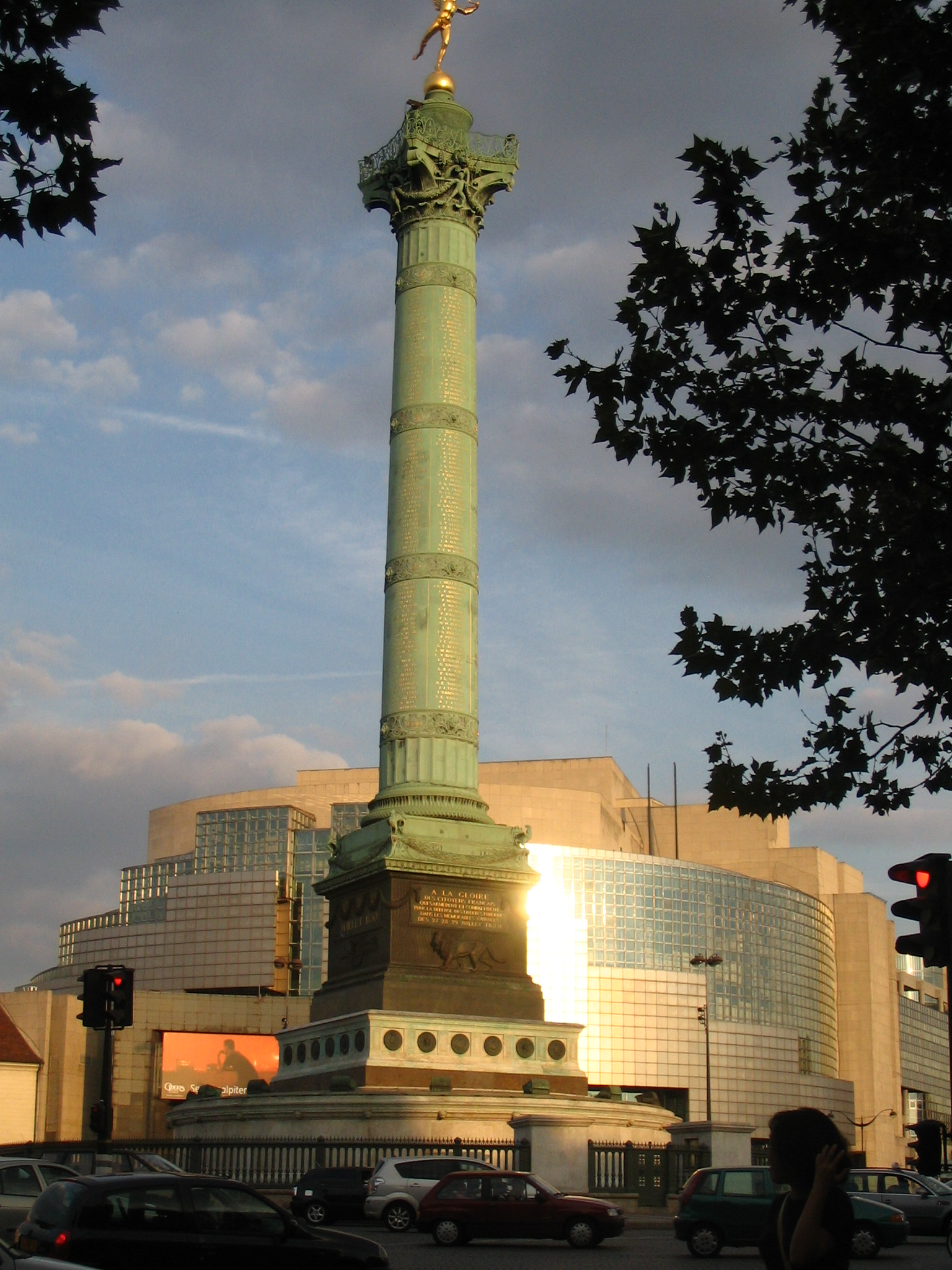
Opéra Bastille, Paris

- Saint-Étienne : l'Opéra-théâtre de Saint-Étienne ;
- Strasbourg : l'Opéra de Strasbourg (abritant l'Opéra national du Rhin)[5] ;
- Toulon : l'Opéra de Toulon d'après les plans de Léon Feuchère ;
- Toulouse : 
  - le Théâtre du Capitole de Toulouse;
  - La Halle aux Grains (salle symphonique hébergeant parfois des programmation du Capitole);
  - Odyssud sur la commune de Blagnac (programmation propre);
  - le Théâtre Garonne (dédié à la création contemporaine);
  - Casino-Théâtre Barrière (hébergeant parfois des programmation du Capitole)
- Tours : l'Opéra de Tours ;
- Versailles : l'Opéra royal du château de Versailles
- Vichy : l'Opéra de Vichy

## Géorgie
- Tbilissi : Opéra de Tbilissi

## Islande
- Reykjavík : Harpann

## Israël
- Tel-Aviv : l'Opéra de Tel-Aviv

## Italie
- Ancône : Teatro delle Muse
- Bari : 
  - Teatro Petruzzelli
  - Teatro Piccinni

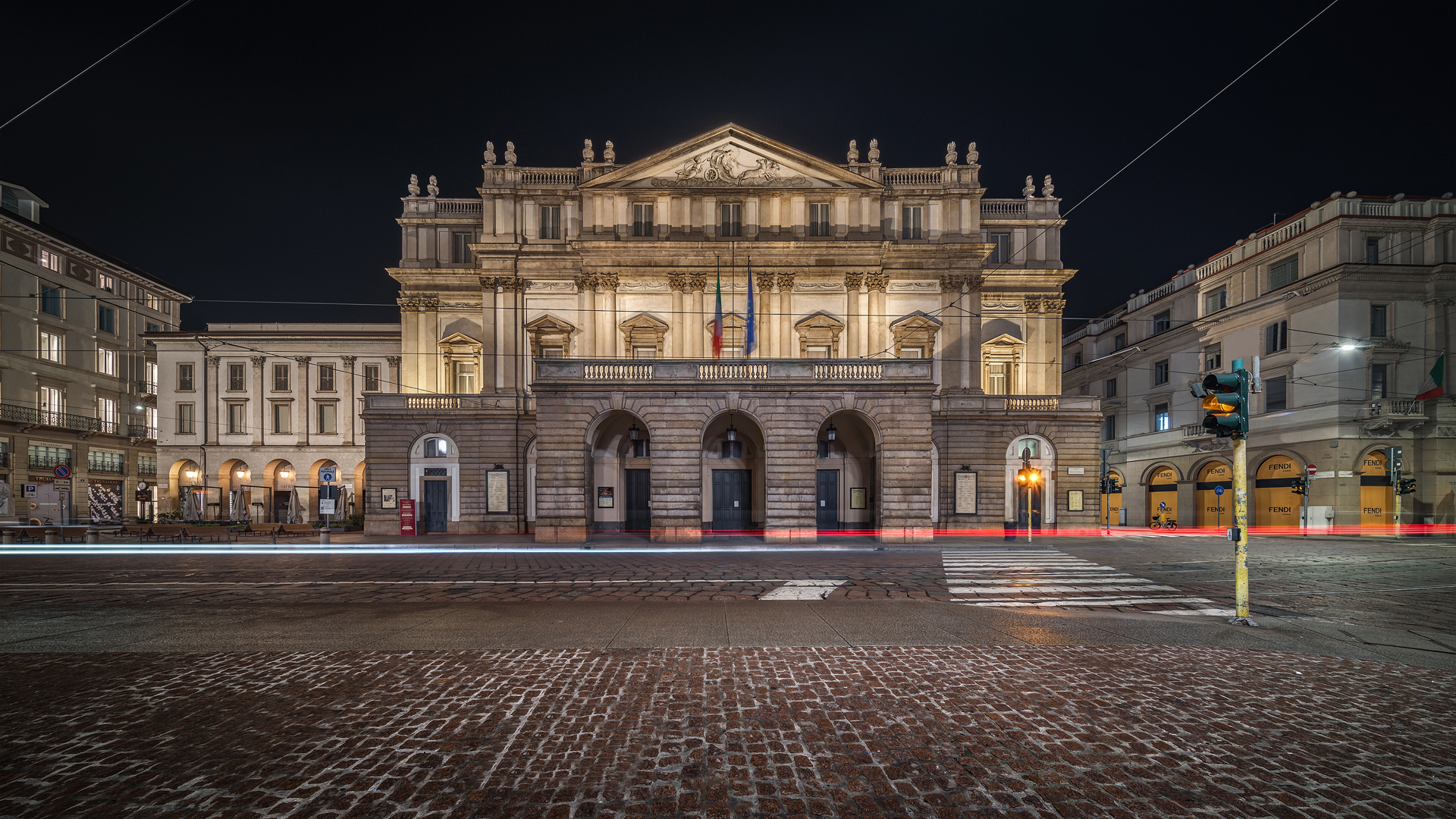
La Scala, Milan.

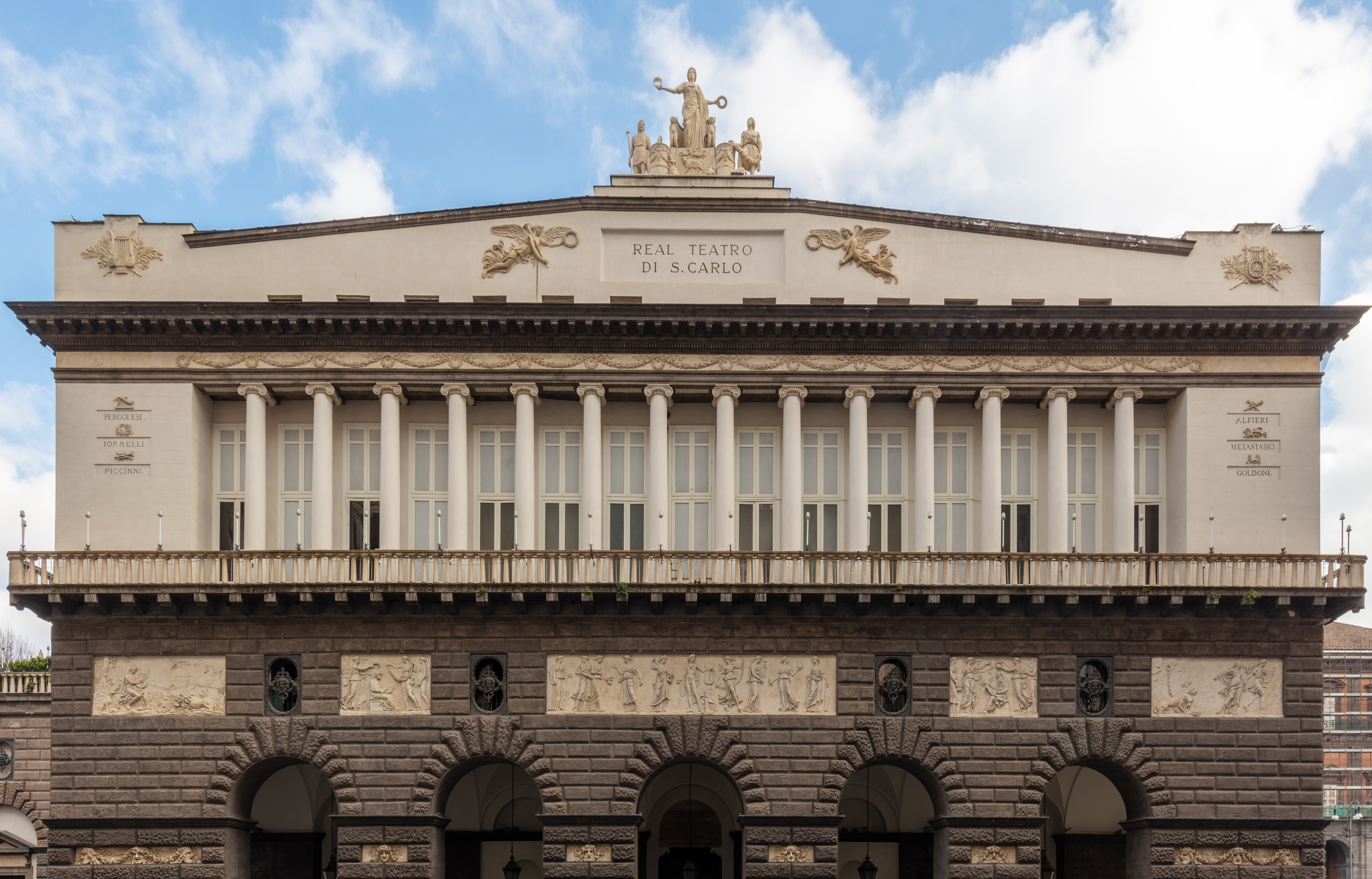
Théâtre San Carlo, Naples.

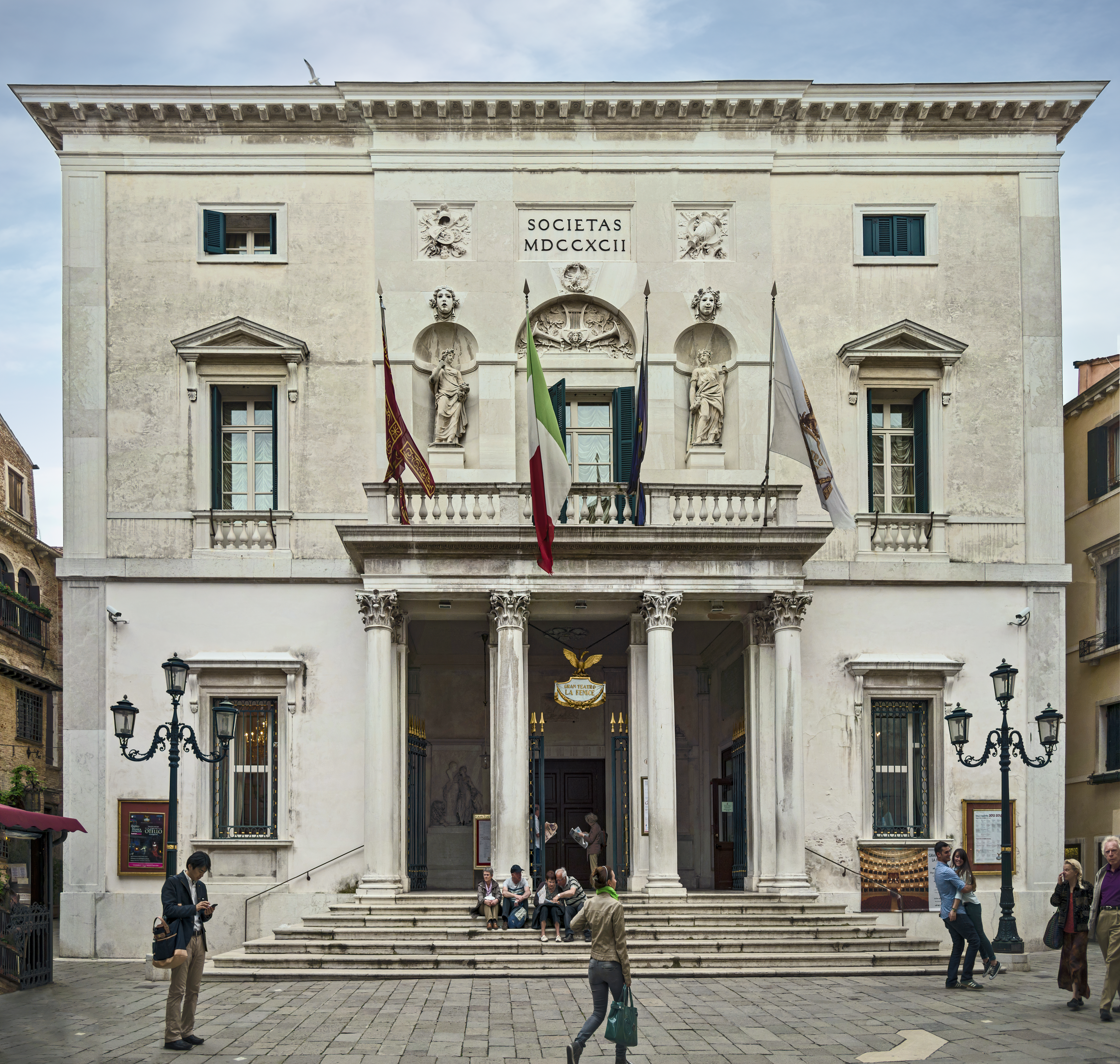
La Fenice, Venise.

- Bergame : Teatro Gaetano Donizetti
- Bologne : Teatro Comunale
- Brescia : Teatro Grande
- Cagliari : Teatro Lirico di Cagliari
- Catane : Teatro Massimo Vincenzo Bellini
- Catanzaro : Teatro Politeama
- Chieti : Teatro Marrucino
- Crémone : Teatro Ponchielli
- Florence : 
  - Théâtre communal de Florence
  - Théâtre de la Pergola
- Gênes : Teatro Carlo Felice
- Grosseto : Teatro degli Industri
- Jesi : Teatro Giovanni Battista Pergolesi
- Livourne : Teatro Carlo Goldoni
- Lucques : Teatro del Giglio
- Macerata : Sferisterio
- Milan : 
  - La Scala
  - Teatro Dal Verme
- Modène : Teatro Comunale Luciano Pavarotti
- Naples : Théâtre San Carlo
- Palerme :
  - Teatro Massimo
  - Teatro Politeama
- Parme : Teatro Regio
- Pavie : Teatro Fraschini
- Pesaro : Teatro Gioacchino Rossini
- Pise : Teatro Verdi
- Ravenne : Teatro Alighieri
- Reggio de Calabre : Teatro Cilea
- Reggio d'Émilie : 
  - Teatro Ariosto
  - Teatro Municipale
- Rome : 
  - Opéra de Rome
  - Auditorium Parco della Musica
  - Teatro Argentina
  - Teatro Tordinona
  - Teatro Valle
- Salerne : Teatro Giuseppe Verdi
- San Severo : Teatro Verdi
- Savone : Théâtre de l'Opera Giocosa
- Spolète : Teatro Nuovo Gian Carlo Menotti
- Trieste : Théâtre Verdi
- Turin : Teatro Regio
- Venise : 
  - La Fenice
  - Teatro Sant'Angelo (salle disparue)
  - Teatro San Moisè (salle disparue)
- Vérone :
  - Arena di Verona
  - Teatro Filarmonico
  - Teatro Nuovo
- Vicence : Teatro Olimpico (Patrimoine mondial de l'UNESCO)

## Lettonie
- Riga : L'Opéra national de Lettonie

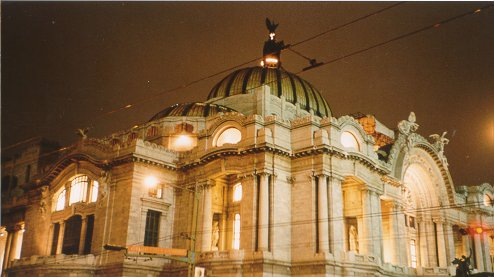
Palacio de Bellas Artes.

## Mexique
- Mexico : Palacio de Bellas Artes
- Théâtre Degollado (Teatro Degollado) à Guadalajara

## Monaco
- L'Opéra de Monte-Carlo construit par Charles Garnier

## Norvège

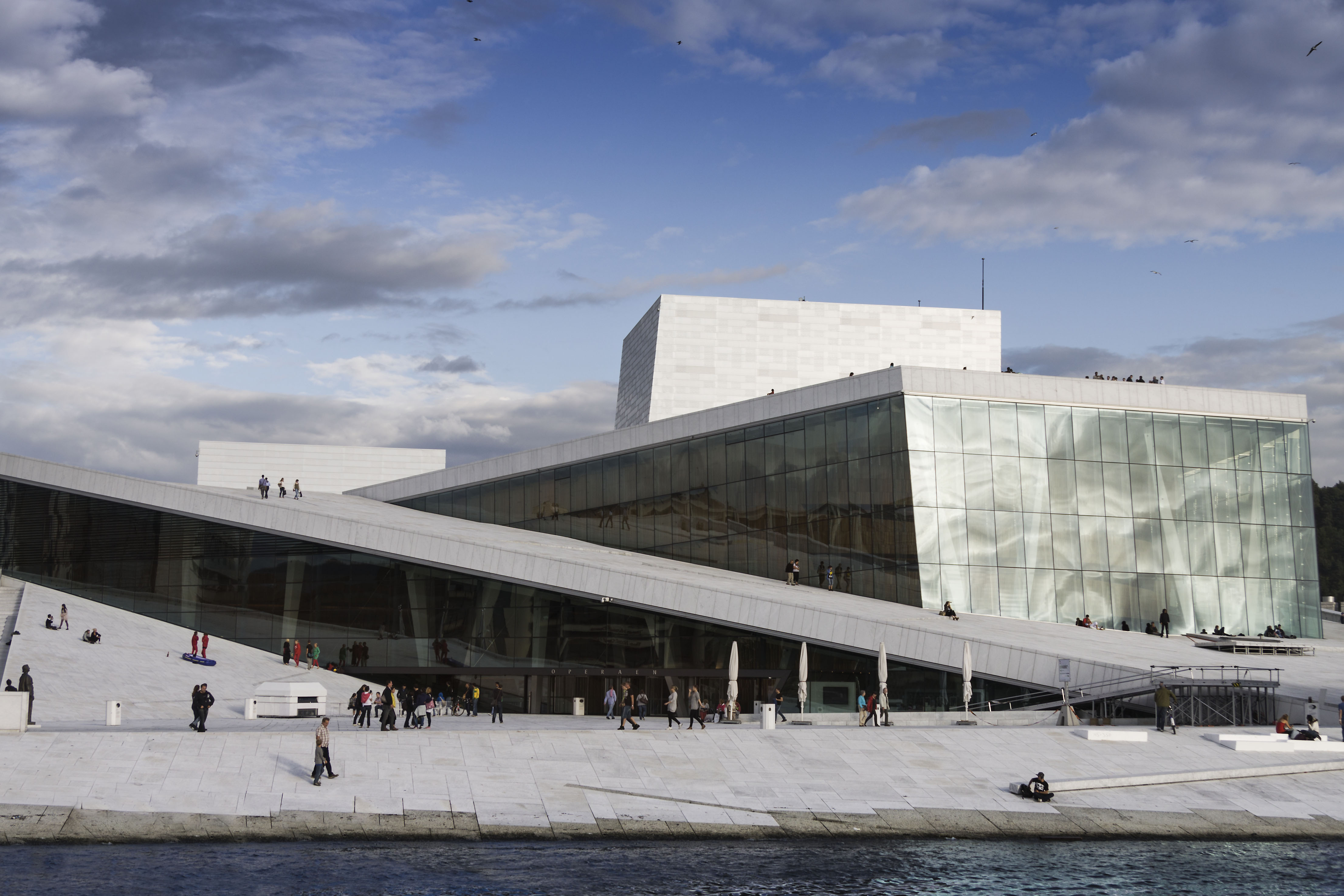
Nouvel Opéra d'Oslo

- Nouvel Opéra d'Oslo[6]Nouvel Opéra d'Oslo construit par le cabinet d'architecture Snøhetta qui a également construit la nouvelle grotte de Lascaux IV

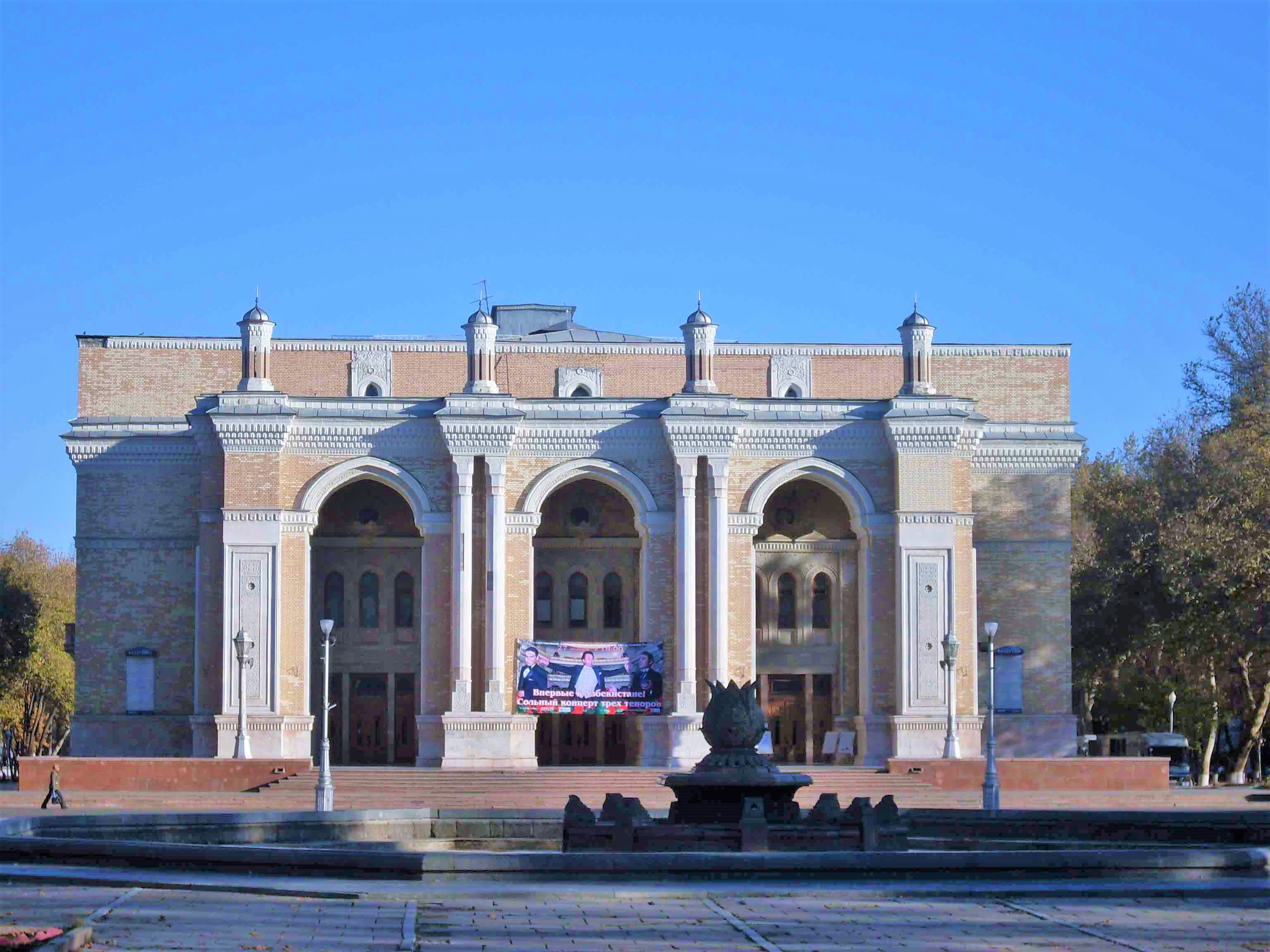
Opéra Navoï, Tachkent.

## Oman
- L'Opéra royal de Mascate.

## Ouzbékistan
- Opéra d'Alisher Navoi à Tachkent

## Pays-Bas
- Muziektheater (De Nederlandse Opera), Amsterdam

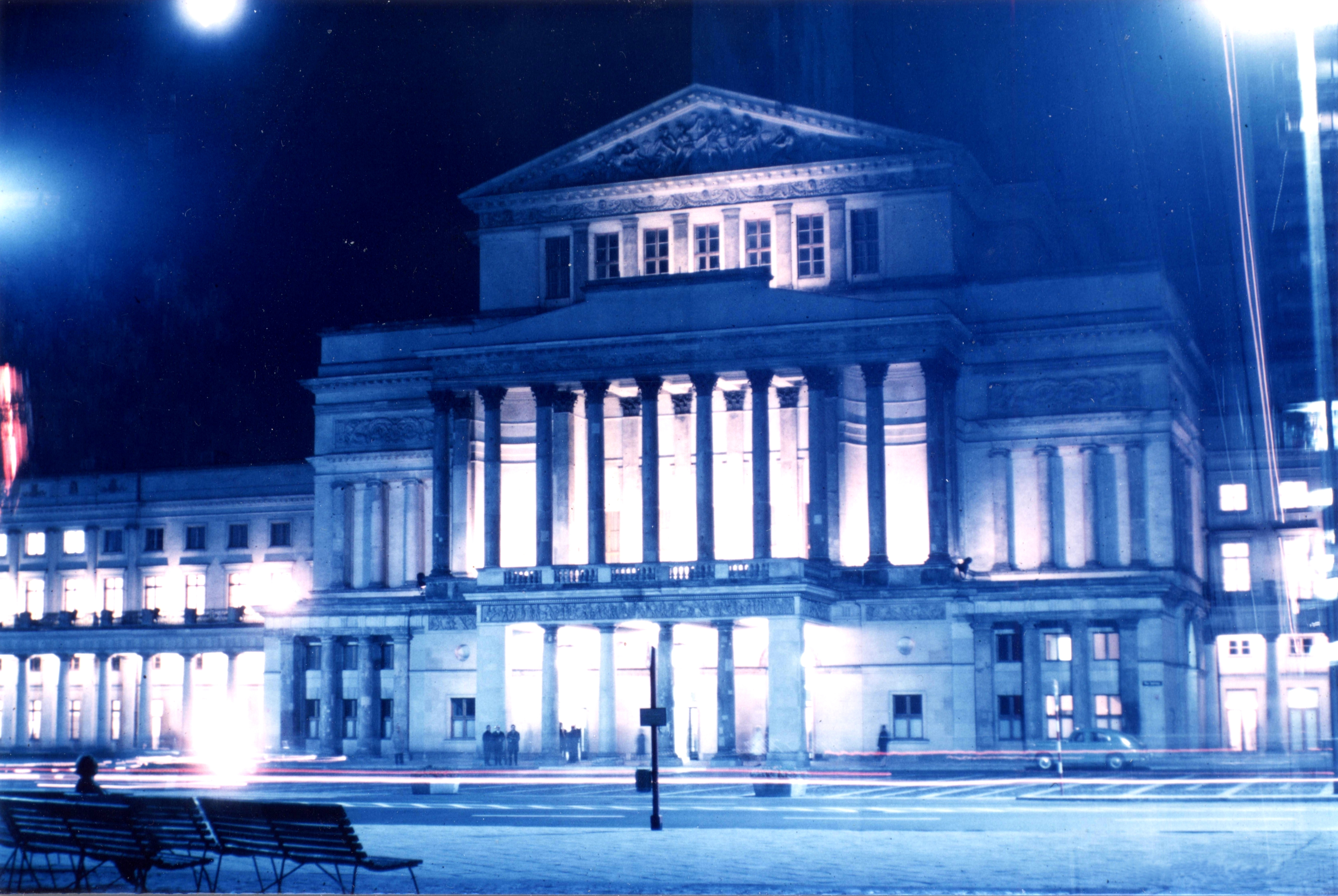
Opéra de Varsovie (Teatr Wielki)

## Pologne
- Bytom : Opéra de Silésie
- Lodz : Grand Théâtre de Lodz
- Varsovie : Théâtre Wielki
- Wrocław : Opéra de Wrocław

## Portugal
- Teatro Nacional de São Carlos, à Lisbonne
- Casa da Música de Porto
- Teatro Nacional de Sao Joao, à Porto

## République tchèque
- Opéra d'État de Prague
- Théâtre national de Prague
- Théâtre des États à Prague

## Royaume-Uni
- À Londres
  - Coliseum Theatre
  - Covent Garden
  - Sadler's Wells Theatre

## Russie
- Théâtre Bolchoï à Moscou

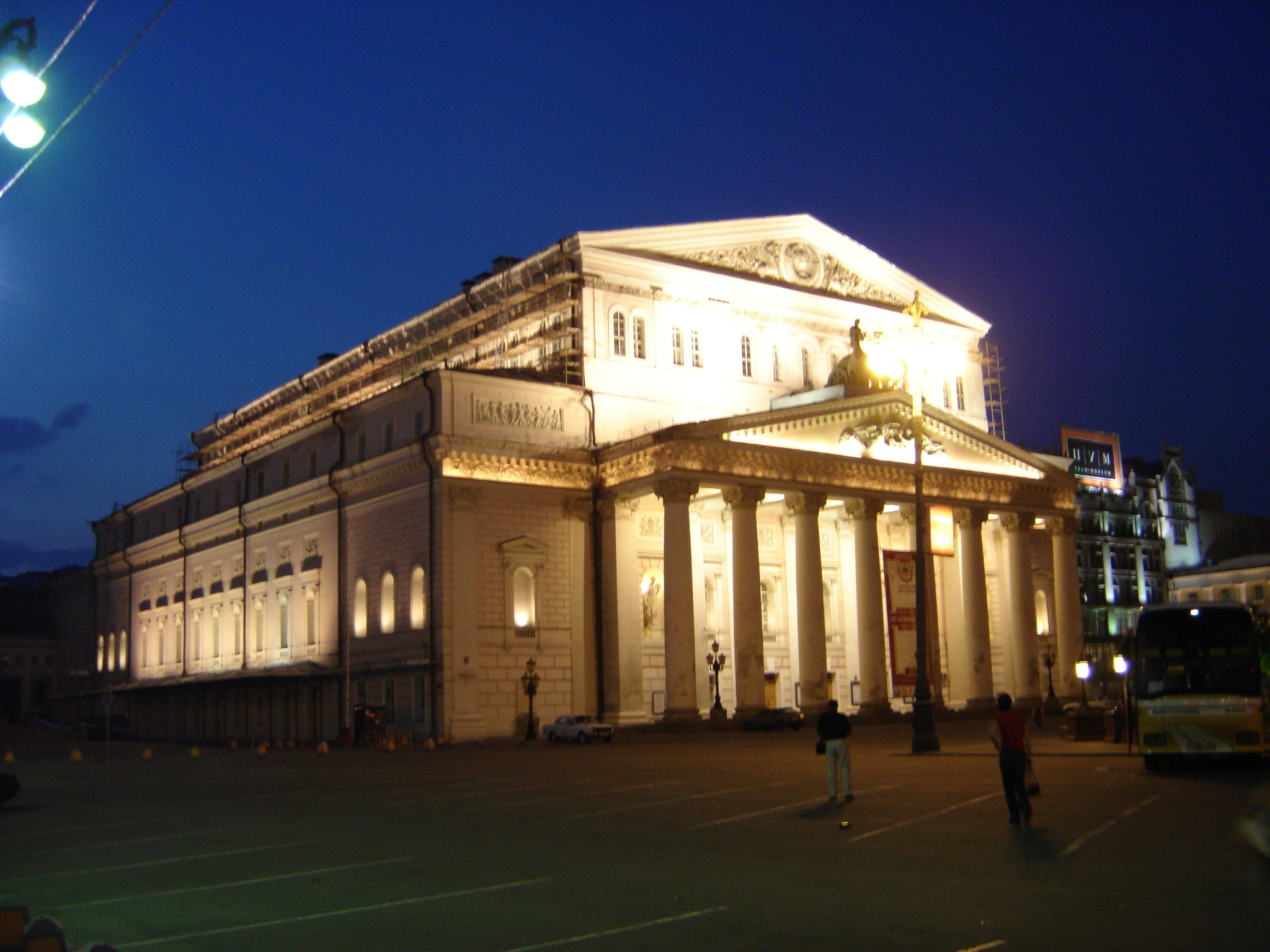
Le Théâtre Bolchoï

- Théâtre Mariinsky (anciennement Kirov) à Saint-Pétersbourg
- Théâtre Michel (Saint-Pétersbourg)
- Théâtre d'opéra et de ballet de Novossibirsk à Novossibirsk
- Théâtre de l'opéra et de ballet Tchaïkovski à Perm

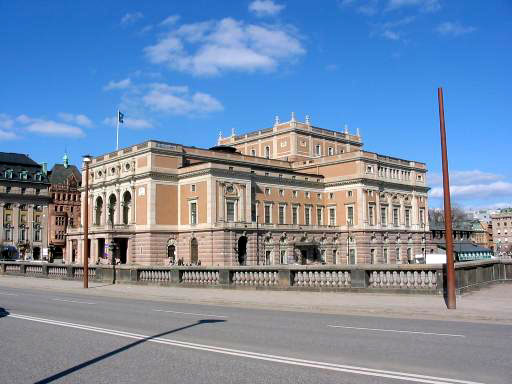
Opéra royal de Stockholm

## Salvador
- Théâtre national du Salvador (Teatro Nacional de El Salvador) à San Salvador

## Serbie
- Belgrade : Le Théâtre national de Belgrade
- Théâtre national serbe de Novi Sad

## Suède
- Théâtre du château de Drottningholm
- Opéra royal de Stockholm

## Suisse
- Le Théâtre de Bâle Theater Basel à Bâle
- Le Stadttheater Bern à Berne
- Le Théâtre Bienne Soleure à Bienne et Soleure
- L'Opéra de Fribourg à Fribourg
- Le Grand Théâtre à Genève
- L'Opéra de Lausanne à Lausanne
- Le Luzerner Theater à Lucerne
- Le Theater St. Gallen à Saint-Gall
- Le Theater am Stadtgarten à Winterthour
- L'Opernhaus à Zurich

## Syrie
- Maison Al-Assad pour la culture et les arts à Damas

## Tunisie
- Le Théâtre municipal de Tunis

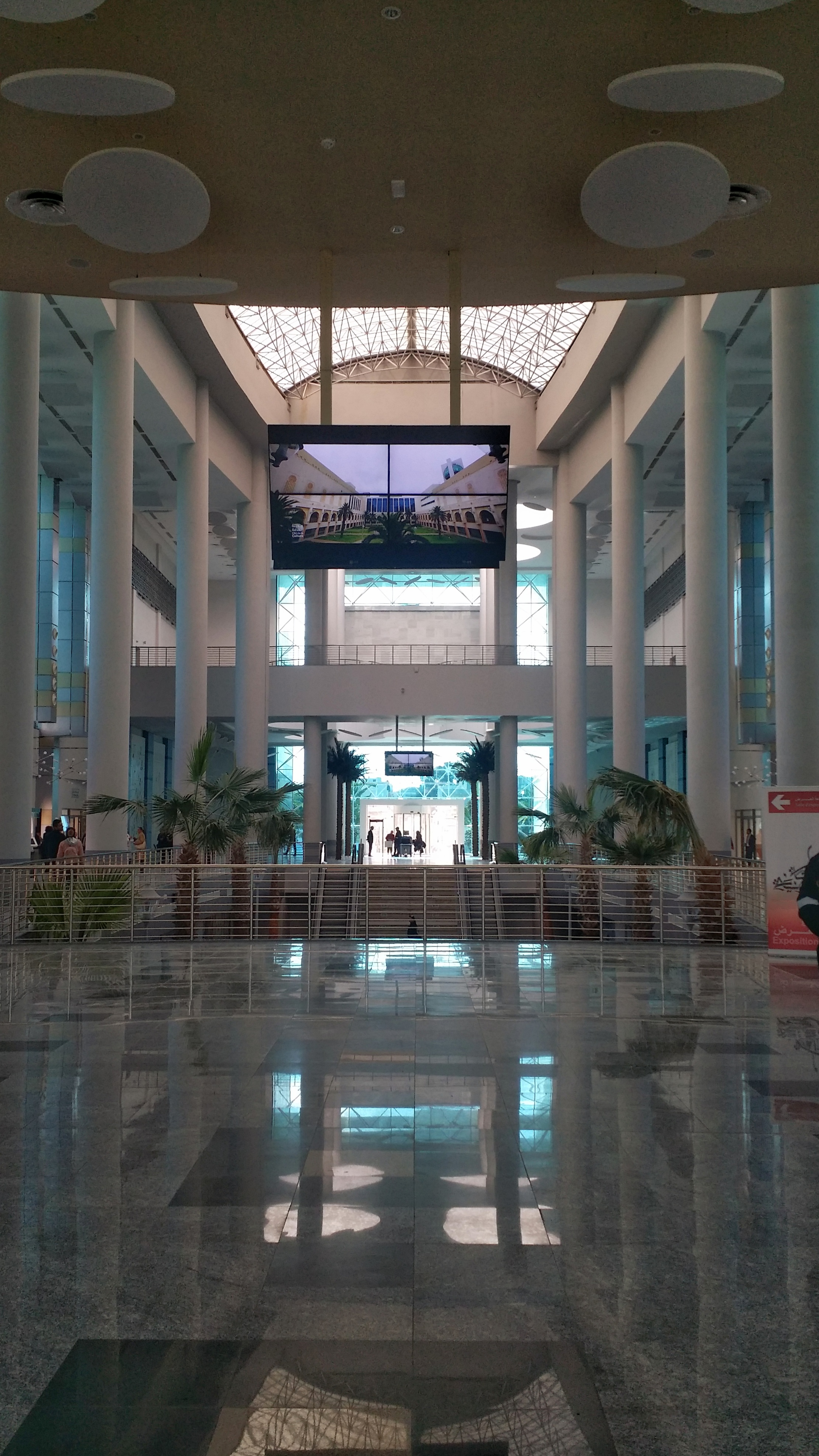
Cité de la culture Tunis 2018.

- Théâtre de l'opéra de la Cité de la culture à Tunis.

## Ukraine
- L'Opéra national d'Ukraine à Kiev

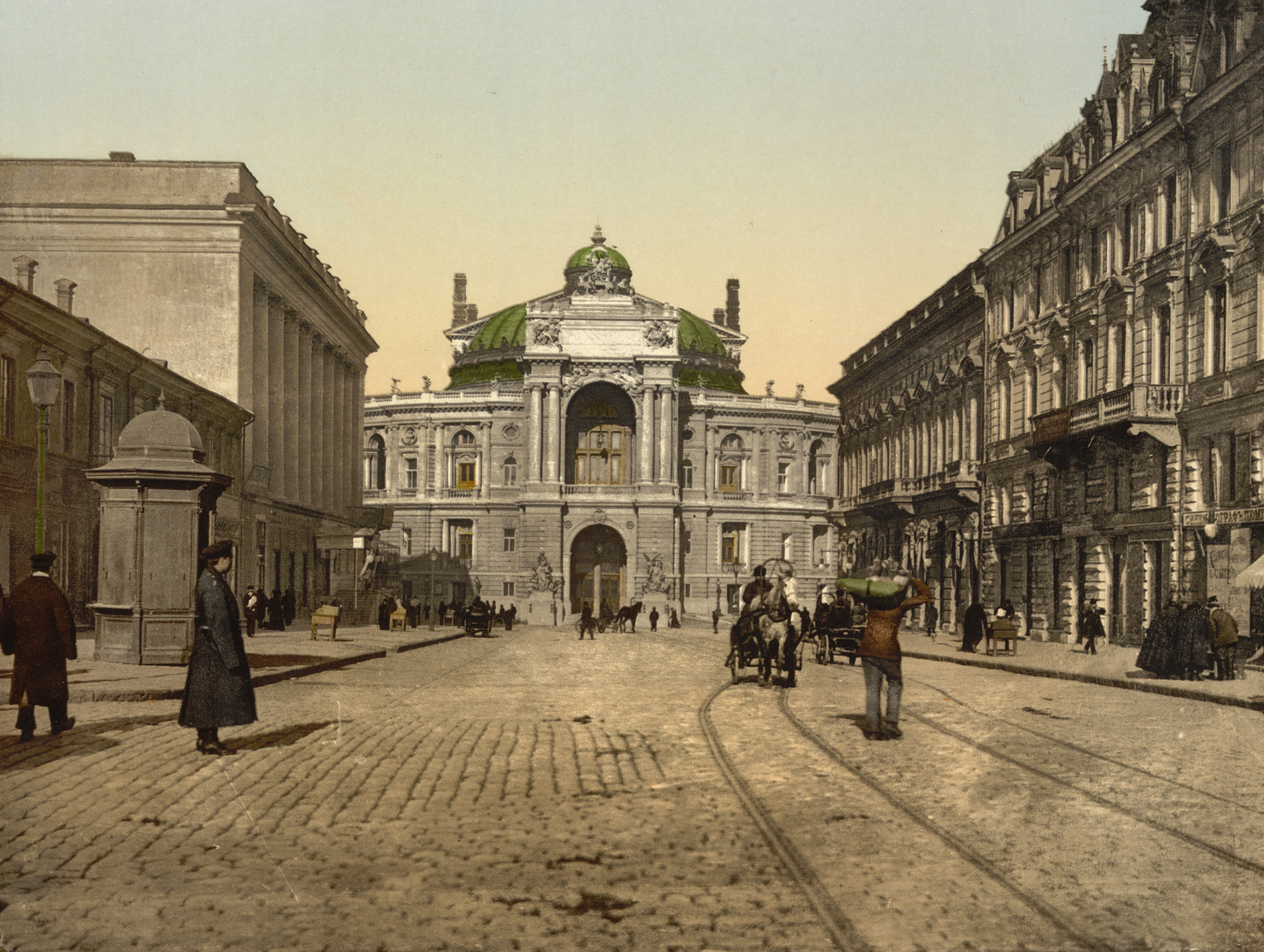
Opéra d'Odessa vers 1890.

- Le Théâtre Municipal d'opéra et de ballet pour les enfants et la jeunesse de Kiev
- L'Opéra de Lviv
- Le Théâtre d'opéra et de ballet d'Odessa
- L'Opéra de Dnipropetrovsk
- L'Opéra de Donetsk

## Venezuela
- Caracas : Théâtre Teresa-Carreño

## Viêt Nam

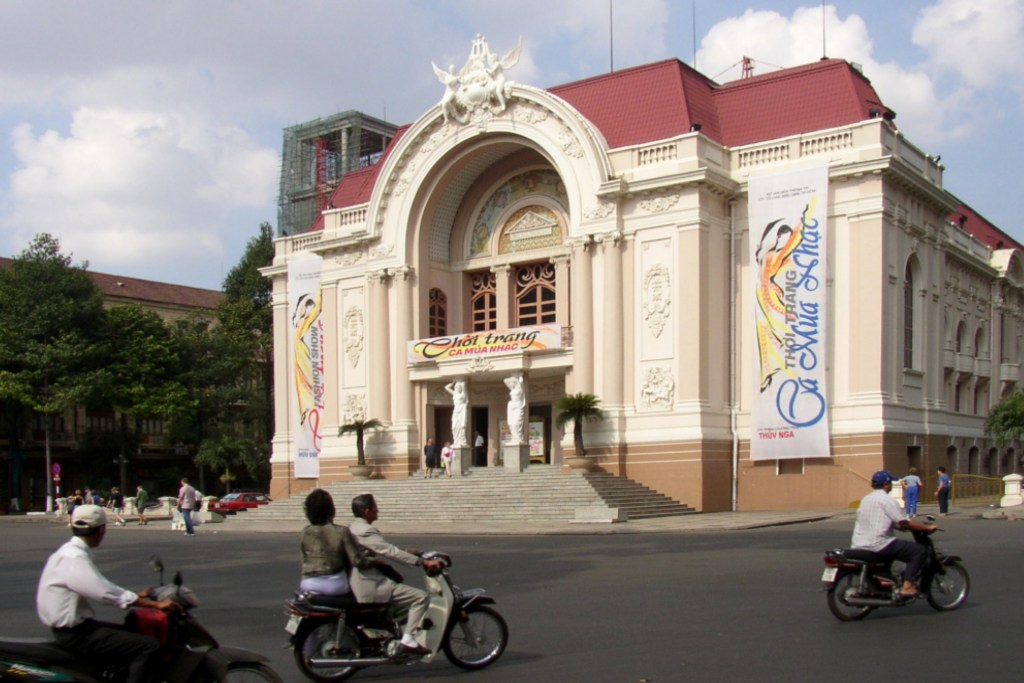
L'Opéra de Saïgon, Vietnam

- L'Opéra de Saïgon à Hô Chi Minh-Ville
- L'Opéra de Hanoï à Hanoï